# إدوارد إل. كيسيل
إدوارد إل. كيسيل (بالإنجليزية: Edward L. Kessel)‏ هو عالم أحياء وعالم حشرات وعالم حيوانات أمريكي، ولد في 27 أبريل 1904 في أوزبورن في الولايات المتحدة، وتوفي في 30 سبتمبر 1997 في ميلواوكي في الولايات المتحدة.